# Selma Benziada
Selma Benziada là một đô thị thuộc tỉnh Jijel, Algérie. Dân số thời điểm năm 2002 là 1.564 người.